# Golfinho-de-hector
O golfinho-de-hector (Cephalorhynchus hectori) é um cetáceo da família dos delfinídeos encontrado nas águas costeiras da Nova Zelândia.